# یوهان ویدینگ
یوهان ویدینگ (به استونیایی: Juhan Viiding) ‏ (۱ ژوئن ۱۹۴۸ – ۲۱ فوریه ۱۹۹۵) با نام مستعار یوری اودی (Jüri Üdi) از شاعران و هنرپیشگان اهل کشور استونی بود.
یوهان ویدینگ در سال ۱۹۴۸ متولد شد و در شهر تالین زندگی کرد. پدر ویدینگ از شاعران معروف استونی است. یوهان پنج مجموعه از شعرهای خود را بین سال‌های ۱۹۷۱ تا ۱۹۷۵ با نام مستعار «یوری اودی» چاپ و منتشر کرده‌است. در سال ۱۹۷۸ مجموعه‌ای از این شعرها را با نام اصلی خود و با عنوان «من یوری اودی بودم» چاپ و منتشر کرد. بعد از این کتاب، نخستین مجموعهٔ شعری که با نام خود منتشر کرده‌است کتاب «امید زندگی» است که در سال ۱۹۸۰ انتشار یافت.